# Districte de Florac

Els dos districtes de la Losera

El Districte de Florac és un dels dos del departament francès del Losera, a la regió d'Occitània. El cap és la sotsprefectura de Florac i agrupa 7 cantons i 50 municipis.

## Composició
- Cantó de Barra de las Cevenas amb 8 municipis
- Cantó de Florac amb 9 municipis
- Cantó de Lo Mas Sagran amb 5 municipis
- Cantó de Maruèis amb sis municipis
- Cantó de Lo Pònt de Montvèrd amb sis municipis
- Cantó de Sent German de Calbèrta amb 11 municipis
- Cantó de Santa Enimia amb 5 municipis